# ノウゼンハレン科
ノウゼンハレン科 (ノウゼンハレンか、Tropaeolaceae) は双子葉植物に属する科。Magallana 、Tropaeastrum 、Tropaeolum (ノウゼンハレン属)の3属（ノウゼンハレン属にまとめることもある）、約90種からなり、南アメリカ、特にアンデスなどの山地に分布する。
多汁の草本で、茎はつるまたは地上を這う。葉は葉柄が長く（巻きつくものもある）、盾状の単葉または掌状複葉。花は左右相称で距がある。がく片は5枚、花弁は2ないし5枚。雄蕊は8本、心皮は3個で果実は分果または液果。
観賞用またはハーブとしてよく栽培されるノウゼンハレン（キンレンカ、ナスタチューム）のほか、アンデス地方でいもを食用にするマシュアなどがある。
かつてのクロンキスト体系では形態に基づきフウロソウ目に入れていたが、APG分類体系ではアブラナ目としている。アブラナ目の多くの科（アブラナ科、フウチョウソウ科、ワサビノキ科など）と同様にカラシ油配糖体を含む。